# 伊拉克多国部队

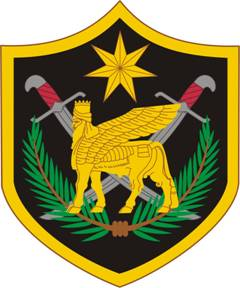
多国部隊中美軍所佩戴的獨特佩章式樣，上有伊什塔尔之星和拉玛苏

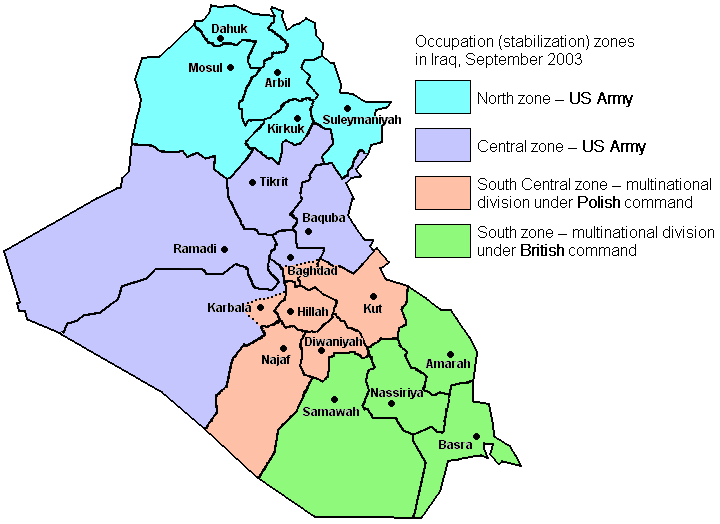
2003年9月多国部队在伊拉克部署情况

伊拉克战争多国部队（英語：Multi-National Force – Iraq，縮寫MNF–I）是指2003年3月的伊拉克战争時，以美国和英国为主的多國联軍，参与的軍隊有美軍、英軍、澳大利亞國防軍、大韓民國國軍（宰桐部隊）、義大利軍隊、日本自衛隊（伊拉克復興支援群），及荷蘭、西班牙、波兰、格魯吉亞、丹麦、乌克兰和新加坡等國的部隊。
在當時的伊拉克总统萨达姆·侯赛因與其儿子受限48小时内离开伊拉克的最后通牒到期后，多國部隊开始進攻伊拉克，然而此次军事行动並未得到联合国授权。
伊拉克多国部队（MNF–I）于2004年5月15日成立，主要由伊拉克多国兵团（MNC-I）、伊拉克多国安全过渡司令部（MNSTC-I）和美國陸軍工兵部隊海湾地区师等组成，取代了先前的第7联合特遣队。